# Śliwnik
Śliwnik (prononciation : [ˈɕlivnik]) est un village polonais de la gmina de Małomice dans le powiat de Żagań de la voïvodie de Lubusz dans l'ouest de la Pologne.
Il se situe à environ 4 kilomètres au sud-est de Małomice (siège de la gmina), 15 kilomètres au sud-est de Żagań (siège du powiat) et 46 kilomètres au sud de Zielona Góra (siège de la diétine régionale).
Le village comptait approximativement une population de 950 habitants en 2009.

## Histoire
Le nom allemand du village était Schadendorf. De 1742 à 1945, Schadendorf fait partie de l'arrondissement de Sprottau dans le district de Liegnitz au sein de la province de Silésie.
Après la Seconde Guerre mondiale, avec les conséquences de la Conférence de Potsdam et la mise en œuvre de la ligne Oder-Neisse, le village est intégré à la République populaire de Pologne. La population d'origine allemande est expulsée et remplacée par des polonais.
De 1975 à 1998, le village appartenait administrativement à la voïvodie de Zielona Góra.

Depuis 1999, il appartient administrativement à la voïvodie de Lubusz.